# Polypodium fauriei
Polypodium fauriei är en stensöteväxtart som beskrevs av Christ. Polypodium fauriei ingår i släktet Polypodium och familjen Polypodiaceae. Inga underarter finns listade.